# Gordon Willis
Gordon Willis (Queens, Nova York, 28 de maio de 1931 — Falmouth, Massachusetts, 18 de maio de 2014) foi um diretor de fotografia estadunidense, mais conhecido por seu trabalho na trilogia O Poderoso Chefão, e também, pelos filmes de Woody Allen, Annie Hall e Manhattan.
Conhecido por sua propensão de fotografar em condições extremamente escuras, por isso, recebeu o apelido de "O Príncipe da Escuridão", atribuído a ele por seu amigo, Conrad Hall.
Outra marca registrada de Gordon Willis é a preferência por filmar no horário mágico, pouco antes do crepúsculo do sol, quando o sol está fraco e cria um fulgor dourado. Willis criou o filtro de cor âmbar, para criar a sensação de imagem envelhecida, para a sequência do jovem Vito, em O Poderoso Chefão: Parte II – vários filmes posteriores, copiaram esta técnica cinematográfica, para demonstrar a época pré-Segunda Guerra Mundial.
Willis foi evitado pela academia por diversos anos, deixando de ganhar inúmeras indicações ao Óscar que tinham por este, outras interpretações.
Ele recebeu duas indicações, uma por sua inventiva recriação fotográfica dos anos 20 em Zelig de Woody Allen (1983) e um deles, por sua participação em O Poderoso Chefão: Parte III (1990).

## Filmografia selecionada
- 1972 - The Godfather
- 1973 - The Paper Chase
- 1974 - The Godfather: Part II
- 1974 - The Parallax View
- 1977 - Annie Hall
- 1978 - Interiors
- 1978 - Comes a Horseman
- 1979 - Manhattan
- 1980 - Stardust Memories
- 1981 - Pennies from Heaven
- 1982 - Zelig — Indicação ao Oscar
- 1984 - Broadway Danny Rose
- 1985 - The Purple Rose of Cairo
- 1990 - The Godfather: Part III — Indicação ao Oscar